# Saint-Patrice-de-Claids
Saint-Patrice-de-Claids är en kommun i departementet Manche i regionen Normandie i norra Frankrike. Kommunen ligger i kantonen Lessay som tillhör arrondissementet Coutances. År 2022 hade Saint-Patrice-de-Claids 177 invånare.

## Befolkningsutveckling
Antalet invånare i kommunen Saint-Patrice-de-Claids
| Referens: INSEE |